# 松島広明
松島 広明（まつしま ひろあき、1月13日 - ）は、日本の男性声優。静岡県出身。

## 人物
青二塾東京校24期生。
青二プロダクションに所属していた。
特技はアクション、書道、水泳。資格は普通自動車免許。

## 出演作品

### テレビアニメ
- 金色のコルダ〜primo passo〜（長谷川司、男子生徒）
- マージナルプリンス〜月桂樹の王子達〜（カルロス）

### ゲーム
- シャイニング・ウィンド
- シャイニング・フォース イクサ（ライトニングデモン）
- メタルギアソリッド3 サブシスタンス（兵士）